# أمينة عباس غلوم
أمينة عباس غلوم رضا (ولدت في 1967 في البحرين) رائدة أعمال بحرينية. اختير مشروعها «مصنع بن حمد للعطور» أفضل مشروع للعام 2003 من منظمة الأمم المتحدة للتنمية الصناعية (اليونيدو).

## النشأة والتعليم
ولدت أمينة في 1967.
تخرجت من الثانوية التجارية وأكملت دورة في معهد البحرين في فن بيع الذهب. أنهت دورة تنمية رواد الأعمال من منظمة الأمم المتحدة للتنمية الصناعية والدورة نفسها من معهد البحرين. كما أكملت دورة في الخياطة وتصفيف الشعر وعدة دورات في مجال تنمية المشروعات الصغيرة.

## المسيرة المهنية
أسرة أمينة عباس وزوجها العاطل عن العمل رغم حصوله على مؤهلات جامعية وصلت إلى حد أنها لم تكن تجد ما تشتري به خبزا لأطفالها الخمسة بعد أن باعت مقتنياتها وعند هذه النقطة فكرت في عمل شيء ما لإنقاذ الموقف وهنا بدأت الفكرة ببيع العطور في الشارع وكانت البداية بقرض عشرة دينار بحريني (حوالي 26.5 دولار أمريكي) من والدها لشراء الإكسسوارات البسيطة اللازمة لتصنيع العطور في المنزل وبيعها في الشارع.
وكعادة أي رجل عربي أو خليجي اعترض الزوج نادر الحمد في البداية على خروج زوجته إلى الشارع لبيع العطور خوفا من نظرات الناس والمجتمع وأمام إصرار الزوجة وافق الزوج على أن يقف في سيارته قريبا منها يراقب الموقف وفي اليوم الأول لخروجها عادت أمينة عباس بخمسة دنانير وهو مبلغ يمثل لها الكثير في ذلك الوقت (عام 2000).
بدأت أمينة عمليات البيع في أحد شوارع مجمع مدينة عيسى التجاري ولكن أصحاب المحلات في المجمع تقدموا بشكاوى ضدها لأنهم كانوا يرون أنها تبيع بأسعار أقل منهم كثيرا وبالفعل جاءها أحد موظفي البلدية وطلب منها مغادرة المكان قبل أن يحرر لها مخالفة لكنها أصرت على الوقوف وعلى تقبل المخالفة وأمام إصرارها وبعد جدل طويل معها تركها الموظف ليحدد لها موعدا مع رئيس البلدية وكان أحد أفراد الأسرة الحاكمة وحين التقته وعرف بأحوالها أمر بفسح المجال أمامها في أي مكان حكومي عام وانتهزت هذه الفرصة لتنتقل إلى مكان أفضل.
في المكان الجديد تعرفت أمينة على جمعية رعاية الطفل والأمومة والتي كان لديها مشروع لدعم المشاريع متناهية الصغر وحصلت من الجمعية على قرض بقيمة 150 دينار (حوالي 397 دولار) في عام 2001 تقوم بسداده عبر أقساط شهرية والأهم من القرض بالنسبة لها هو المشاركة في معارض الجمعية مجانا وتعلم فنون البيع والتعامل مع الجمهور.
كان أول معرض شاركت فيه أمينة للأكلات الشعبية في متحف البحرين الوطني وافتتحه ملك البحرين حمد بن عيسى بن سلمان آل خليفة وكانت تضع الأكلات الشعبية فوق الطاولة والعطور تحتها كما شاركت لاحقا في مهرجان صيف البحرين الذي كان فاشلا لكل من شارك فيه لكنه كان قدم السعد لها حيث تعرف عليها أحد كبار تجار العطور وطلب منها «كونتينر» من عطورها بالسعر الذي تحدده ففرحت بالطلب وأبلغت زوجها بالخبر وقالت له فلنستعد لتجهيز الطلبية. لم تكن أمينة تعرف معنى«كونتينر» كانت تظن أنه صندوق صغير وأفهمها زوجها أن الأمر صعب لكنها على أي حال اتفقت مع التاجر على توريد كل ما لديها من العطور وأعاد هذا التاجر تعبئة العطور وتغليفها في قنانات أنيقة وباعها بضعف السعر الذي اشترى به.
عرفت أمينة أن المشكلة كانت تكمن في طريقة التعبئة والتغليف فهرولت إلى جمعية رعاية الطفل تطلب قرضا أكبر بقيمة 1200 دينار لتحسين عمليات التعبئة والتغليف لكن الجمعية لم يكن لديها القدرة ودلتها على بنك البحرين للتنمية وعلى الرغم من عدم وجود شهادات راتب وضمانات لتقدمها للبنك لكن المسؤولين فيه اقتنعوا بفكرتها بعد أن قدمت لهم دراسة جدوى ووافقوا على إقراضها 16 ألف دينار (42 ألف دولار) وكنت أول رائدة أعمال بجرينية تحصل على هذا القرض بدون ضمانات مالية.
خلال فترة إنهاء إجراءات القرض كانت البحرين تستضيف خبيرا تركيا في الحاضنات الصناعية التابعة للبنك وطلبت أمينة إحدى الحاضنات وبعد أخذ ورد حصلت على الوحدة لتصبح أول سيدة بحرينية تنشأ المصنع الذي كان من أوائل المشروعات التي تدخل الحاضنات الصناعية على مستوى الخليج العربي هو مصنع بن حمد للعطور والذي افتتحه رئيس وزراء البحرين خليفة بن سلمان بن حمد آل خليفة في مركز البحرين لتنمية الصناعات الناشئة ضمن ثمانية مشاريع صغيرة.
في 1 سبتمبر 2003 اختارت منظمة الأمم المتحدة للتنمية الصناعية «مصنع بن حمد للعطور» مشروعا للعام 2003. والمشروع يحتضنه مركز البحرين لتنمية الصناعات الناشئة في مدينة الحد برعاية كل من منظمة اليونيدو ووزارة الصناعة وبنك البحرين للتنمية.
لم يكن المصنع وطرق الدفع المتأخرة من قبل تجار الجملة يلبيان طموحها فسعت إلى استئجار محل لتبيع فيه منتجاتها بشكل مباشر للزبائن ووجدت محلا بإيجار شهري وصل إلى 180 دينارا قبل أن تستدل على مجمع كامل إيجاره 10 أضعاف إيجار المحل ما أثار حفيظة إحدى منظمة اليونيدو التي تقدم القروض الصغيرة لكن المنظمة رأت إصرارها وجديتها فوافقت على خطتها وحاليا تدير أمينة المجمع الذي يتكون من حوالي 30 محلا. وحسب أمينة تستهدف مؤسسة البحرين بازار التنموية:
1. دعم ورعاية أصحاب المشاريع الصغيرة والحرفيين والأسر المنتجة ورواد الأعمال من خلال تعزيز دور الأسر المنتجة في المجتمع البحريني.
2. توظيف التكنولوجيا ونظم المعلومات لتطوير أداء ومنتجات الحرفيين المنتجة.
3. اقتراح ودراسة المشكلات التي تعترض طريق الأسر المنتجة والحرفيين.
4. تدريب كوادر الأسر المنتجة والحرفيين على تقنيات حديثة وبرامج تساعد على دعم الحرفة وتنميتها.
5. الاهتمام بمجالات تقديم الاستشارات والدعم الفني للأسر المنتجة والحرفيين في تطوير الحرفة وتجويد المنتج وترويجه.
6. تبني إجراء الدراسات والبحوث حول أفضل المشاريع الإنتاجية تدعم الأسر المنتجة.

تمكنت أمينة عبر المجمع الذي تديره من توفير فرص عمل سواء للعاملين في المجمع أو للمستوردين من الأسر الفقيرة التي تستورد التحف الشعبية والأشغال اليدوية لتضع نفسها على خريطة النجاح وتكون أول خليجية تنتقل من المشروعات الصغيرة إلى المتوسطة.
وعن طموحاتها المستقبلية تقول أمينة أنها تسعى إلى إنشاء المزيد من المشروعات وتطويرها وتنصح النساء بعدم اليأس وأن تقتنع كل امرأة حتى لو كانت فقيرة بأنه يمكن تحقيق النجاح إذا صممت على تحقيق هدف معين بالمثابرة والاجتهاد لأن المثابرة والعمل ليلا ونهارا سيوصلها إلى فضاءات النجاح.
وتحدثت أمينة عن فكرة «البحرين بازار» أنه مع توسع الأعمال شرعت في البحث عن مشروع أكبر يضم جميع المنتجات ويوفر المكان المناسب الذي يحتضن الأسر البحرينية المنتجة ويسوق منتجاتها تحت سوق واحد ويوفر الدعم للأسر التي تمر حاليا بالمعاناة التي عاشتها فهناك الكثير من المبدعين من ذوي العزيمة ويعانون من جهات لا توفر لهم الدعم المطلوب بصورة سليمة فالدعم المادي ليس كافيا إذا لم يترافق مع دعم إعلامي وتشجيعي وهنا بدأت فكرة «البحرين بازار».
بحثت في سوق المنامة القديم ليل نهار عن موقع مناسب لهذا المشروع فوجدت مجمعا من طابقين في وسط السوق تابع للهيئة العامة للتأمينات الاجتماعية وعرضت على الإدارة فكرة المشروع الذي من شأنه لم شمل الحرفيين البحرينيين والهيئة تجاوبت معهم بخفض سعر الإيجار وقاموا بتغيير ديكور المحل ليتناغم مع الفكرة.
وهكذا كانت ولادة «البحرين بازار» الذي استغرق العمل فيه منذ ولادته كفكرة إلى افتتاحه تسعة أشهر وافتتح بكلفة تفوق 50 ألف دينار (حوالي 132 ألف دولار) وافتتحه محافظ محافظة العاصمة حمود بن عبد الله آل خليفة في 22 من مارس 2015 بالتزامن مع سباق الجائزة الكبرى فورمولا 1.
يضم البازار أقساما كثيرة منها ركن لبيع الأثواب والملابس التقليدية وركن مشروع تصنيع ورق سعف النخيل وركن للحرفيين الذين يعملون في فنون مختلفة فمثلا يوجد حرفي يرسم على الفخار ويقوم بتصليح الفخار المكسور وحرفي خياط وحرفي يرسم ويكتب على أغصان الأشجار وجذوع النخيل وركن لبيع لوحات تراثية لفناني البحرين وركن الحنة إضافة إلى قسم التصوير الفوري بالملابس الشعبية وركن للأبواب القديمة فضلا عن مقهى شعبي وكل ما يخص التراث البحريني. إن المجمع يفتح من الصباح وحتى الليل في جميع أيام الأسبوع وفي مساءات الخميس ويقيم مزادا أسبوعيا على المقتنيات التراثية.
تنوعت المبادرات التي أطلقها البحرين بازار ومن ذلك مشروع «عطر المقاومة» وهو مبادرة انطلقت دعما للمقاومة اللبنانية والفلسطينية تحت رعاية المرجع الشيعي اللبناني محمد حسين فضل الله وكان من المفترض أن يشاركه الرعاية يوسف القرضاوي لكنه اعتذر نأيا بنفسه عن المشروعات التجارية وكانت المبادرة التي وئدت في المهد بسبب إغلاق البحرين بازار تستهدف تحديد نوع من العطور يخصص جزء من أرباحه لصالح مؤسسة الشهيد في لبنان. ومن المبادرات الأخرى التي أطلقها البحرين بازار افتتاح مؤسسة «أفكار» للاستشارات وتطوير الأعمال لتقديم استشارات للأسر المنتجة ومشروع «أياد يحبها الله ورسوله» والذي يستهدف دعم الشباب العاطلين راغبي العمل الحر. وقد بدأت الفكرة بالتعاون مع صندوق خيري في قرية كرباباد حيث تم تنظيم دورة تدريبية للشباب وتعاون معهم أحد التجار الكبار لدعم مشروعات هؤلاء الشباب ومع مرور الوقت فكر القائمون على البازار في إطلاق «صندوق خديجة الكبرى» تيمنا بخديجة بنت خويلد زوجة الرسول محمد باعتبارها رمزا وقدوة لسيدات الأعمال المسلمات. ومن المبادرات أيضا مشروع «الأب الروحي» وذلك بالاتفاق مع بعض التجار الكبار على تبني بعض الشباب وتقديم الدعم المعنوي لهم ومساعدتهم في حل المشكلات والعقبات التي تواجههم ومن المبادرات تدشين مركز خدمات لصغار رجال الأعمال يدار من قبل ذوي الاحتياجات الخاصة لإثبات قدرتهم على العمل والاندماج في المجتمع وهذا المركز مرتبط بشيكة حاسوبية مع وزارة التجارة ويقوم بمساعدة التجار في تجديد سجلاتهم التجارية والحصول على المعلومات اللازمة لعملهم. ومن المبادرات أيضا فكرة إصدار دليل للحرفيين في البحرين يوفر لكل زائر خليجي أو أجنبي للبحرين معلومات كافية عن الحرفيين البحرينيين وأماكن تجمعاتهم ليسهل التعامل معهم مباشرة لكن كل هذه المبادرات لم تر النور بعد بسبب إغلاق البازار باستثناء فكرة تخصيص يوم وطني للأسر المنتجة والذي نقلت وزيرة التجارة فكرته إلى المستوى العربي.
في 18 يونيو 2005 سافر وفد مؤسسة بحرين بازار الاجتماعية التنموية إلى قطر للمشاركة في اجتماع مشترك مع مؤسسة قطر والتي ترأس مجلس إدارتها موزة بنت ناصر المسند حرم أمير دولة قطر. وتشكل وفد المؤسسة بالإضافة إلى أمينة كل من نزار البحارنة عضو مجلس أمناء المؤسسة وفوزية الشامري المدير الإقليمي لمؤسسة بحرين بازار في قطر.
في 24 يونيو 2005 سافر وفد من المؤسسة إلى الجزائر تلبية لدعوة من وزارة المؤسسات الصغيرة والمتوسطة والصناعات التقليدية بالجمهورية الجزائرية الديمقراطية الشعبية للمشاركة والاطلاع على المنتجات التقليدية الجزائرية والتي ستكون حاضرة بكل أنواعها من خلال المعرض الدولي الثاني عشر للصناعة التقليدية هناك. كما سيتم تنفيذ الاتفاقية الموقعة بين كل من الغرفة الوطنية للصناعات التقليدية والحرف ومؤسسة بحرين بازار الاجتماعية التنموية التي تنص على تسويق المنتجات الحرفية التقليدية بين البلدين والسماح بالتقارب الفعلي وتبادل وجهات النظر عن قرب من أجل التجسد الواقعي للاتفاقية.
في 26 ديسمبر 2005 زار مؤسسة بحرين بازار الاجتماعية التنموية الخبير بالبنك الدولي القيادي ببرنامج الحماية الاجتماعية للموارد البشرية عز الدين أرجي برفقة مشرف الجمعيات التعاونية والصناديق الخيرية بوزارة التنمية الاجتماعية حسن الفردان وذلك لاطلاع الخبير الدولي على تجربة مؤسسة بحرين بازار الاجتماعية التنموية وقدمت أمينة ومديرها العام نادر شرحا مفصلا للزائر عن مراحل تأسيس هذا المشروع وأهم الانجازات على المستوى المحلي والإقليمي والمشروعات المستقبلية للمؤسسة التي تنوي إنجازها بالتعاون مع أطراف عدة على رأسها وزارة التنمية الاجتماعية ووزارة الصناعة والتجارة وغرفة تجارة وصناعة البحرين.
مع صعود نجم البازار وصعود نجم صاحبته وترشحها لانتخابات غرفة تجارة وصناعة البحرين ثم الانتخابات النيابية ورفعها شعار «الحق الذي لا يعطى ينتزع» ما أغضب المسؤولين ومن هنا بدأت رحلة المتاعب حيث كانت الإيجارات قد تراكمت على المحلات ولم تعد قادرة على سدادها للتأمينات الاجتماعية التي كانت تمتلكها فتم إغلاق البازار لتنسف حلما تنمويا طالما حلم أصحابه بنقل فكرته خارج البحرين. لم تسكت أمينة على إغلاق البازار وذهبت إلى المحاكم وطرقت أبواب المسؤولين حتى حظيت بلقاء رئيس الوزراء والذي وعدها بإعادة فتح البازار قريبا ورد كل المقتنيات المصادرة داخله وإيقاف القضايا المرفوعة ضدها وحتى يتم تنفيذ هذا الوعد تواصل أمينة عملها من البيت كما كانت سيرتها الأولى حيث تقوم بإعداد الصناديق الشبابية «صندوق مبيت» الذي يكون ضمن جهاز العرائس كما تقوم بتغليف البخور وبيعه لزبائنها وتقول أمينة إنها متفاءلة هذه المرة بعودة البازار وأنها أعدت خطة شاملة لتطويره من خلال التعاون مع مؤسسات الدولة المختلفة.

### المسيرة السياسية
قررت أمينة دخول معترك الانتخابات النيابية لعام 2006 بعدما افتى رجل الدين الشيعي عيسى قاسم بجواز المشاركة في هذه الانتخابات بعدما قاطع معظم الشيعة الانتخابات النيابية لعام 2002. وقاد زوجها نادر الحمد حملتها الانتخابية حيث قالت أمينة أنه توجد منازل متهالكة قريبة وأن كل عائلة جربت النفي أو السجن أو الإعدام أو البطالة لمجرد كونهم شيعة حسب تعبيرها. وقالت أن منح الجنسية له أثر كبير. وأضافت أنها واثقة بنسبة مائة في المائة من أن هذه ستكون انتخابات متحيزة. وأشارت أيضا إلى أن تقرير بندرغيت غير الأمور. ورحلت البحرين صالح البندر معد التقرير في سبتمبر واتهمته بمحاولة اشعال حرب أهلية. وفي النهاية خسرت أمينة انتخابات الدائرة الرابعة في محافظة العاصمة بعدما جمعت 43 صوت بنسبة 0.84%.

## الحياة الشخصية
متزوجة من نادر الحمد ولديها ثلاث بنات وولدان.